# Walk Through This World with Me (chanson)
Singles de George Jones
Close Together (As You and Me)
(1966) I Can't Get There from Here
(1967)
Walk Through This World with Me est le titre d'une chanson écrite par Sandy Seamons et Kaye Savage, enregistrée par l'artiste américain de musique country George Jones. Elle a été publiée en janvier 1967 sur son vingt-quatrième album dont elle est la chanson-titre. Le single qui en est extrait est le cinquante-septième de George Jones  à être entré dans le hit-parade country américain, et son quatrième no 1. Walk Through This World with Me est resté à la première place pendant deux semaines et s'est maintenu dans le hit-parade country pour un total de dix-neuf semaines.

## Positions dans les hits-parades
| Chart (1967)                       | Position |
| ---------------------------------- | -------- |
| U.S. Billboard Hot Country Singles | 1        |